# Constance de Hohenstaufen (1248-1302)
Pour les articles homonymes, voir Constance de Sicile et Constance d'Aragon.

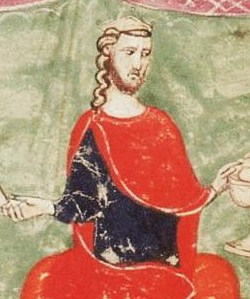
Représentation de Pierre III (roi d'Aragon); conjoint de Constance de Hohenstaufen (1248-1302).

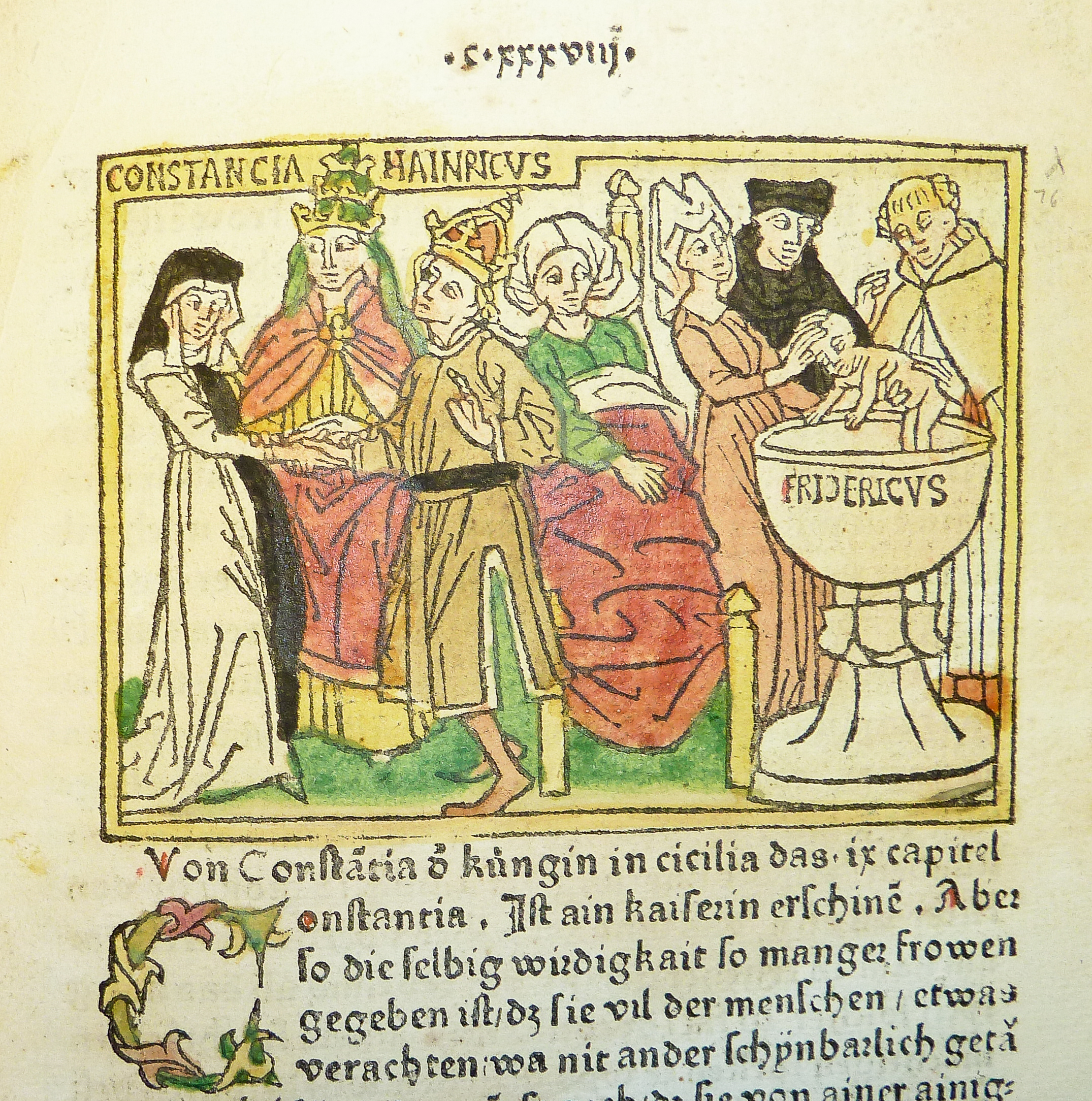
Illustration sur bois de Constance de Sicile, son mari Henry VI et son fils, Frederick II - Penn Provenance Project

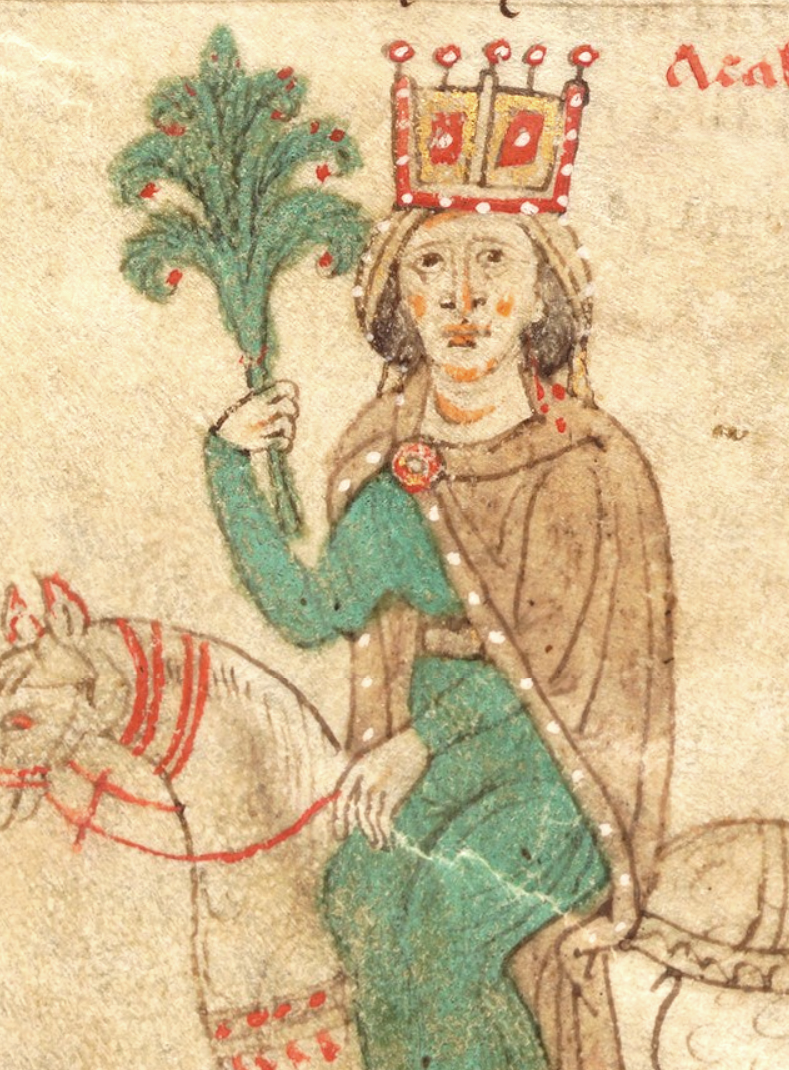
Image de Constance I de Sicile retournant en Allemagne après avoir été libérée de prison à Palerme, du XIIe siècle "Liber ad honorem Augusti".

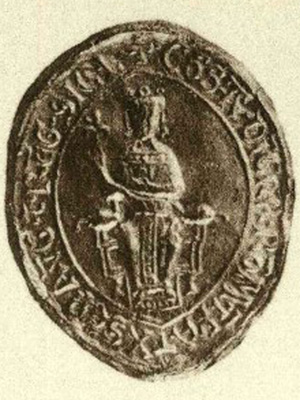
Constance de Sicile

Constance de Hohenstaufen ou de Souabe, Constance d'Aragon ou encore Constance II de Sicile, née en 1248 à Catane (Sicile) et morte le 8 avril 1302 à Barcelone, est une princesse issue de la maison de Hohenstaufen, petite-fille de l'empereur Frédéric II du Saint-Empire et fille légitimement héritière de Manfred de Hohenstaufen et de Béatrice de Savoie. Le début de la vie de Constance de Hohenstaufen fut influencé par des enjeux dynastiques et des manœuvres politiques. Elle se marie avec Pierre III, souverain de la couronne d'Aragon, puis de Sicile. Constance est la mère de six enfants, dont quatre garçons et deux filles. Tous, à l'exception du plus jeune, Pierre, furent couronnés : Alphonse, surnommé le roi libéral d'Aragon, Jacques, dit le Juste, roi de Sicile puis d'Aragon, Frédéric, roi de Sicile, Élisabeth, reine du Portugal, et Yolande, reine de Naples. Après la mort de son mari, en 1285, elle décida de se retirer de la vie publique pour rejoindre un ordre monastique et y passa le restant de ses jours. À la suite de sa mort, elle est proclamée bienheureuse par l'Église catholique.

## Biographie
Fille de Manfred de Hohenstaufen, prince de Tarente et plus tard roi de Sicile, et de Béatrice de Savoie, Constance naît en 1248, probablement à Catane. L’historiographie médiévale propose plusieurs dates quant à l’année de sa naissance, variant de l’année 1247 à 1250. D'après l'historien Filippo Rotolo, elle serait née entre 1249 et 1250, mais sans aucun doute avant le décès de son grand-père, Frédéric II. Elle est donc l'unique héritière du royaume de Sicile.
En 1261, Constance, âgée de 12 ans fut envoyée à Barcelone dans un environnement très religieux, avec sa nourrice, Bella d’Amico qui resta toujours fidèle à ses côtés. Elle épouse, à l'âge de 14 ans, le 13 juin 1262, à Montpellier, dans la basilique Notre-Dame des Tables, l'infant Pierre, fils du roi d'Aragon, Jacques Ier le Conquérant. Le mariage est célébré par l'évêque de Maguelone. Pierre, héritier légitime du trône d'Aragon, de Catalogne et de Valence, était résolu à revendiquer ses droits royaux. L'événement suscita une vive inquiétude au sein des cercles pontificaux angevins et déclencha un mouvement favorable aux Catalans en Provence.
Pierre succède à son père, en 1276, sous le nom de Pierre III d'Aragon. En 1282, à la suite de la révolte des Vêpres siciliennes, Constance et Pierre obtiennent la couronne de Sicile. Constance Hohenstaufen, en tant qu'héritière de son père Manfredi, incarnait la légitimité dynastique sur laquelle reposaient les ambitions de la Maison d'Aragon en Sicile. Cet ajout de territoire, à la Couronne d’Aragon, permis à Pierre de consolider son empire en formation et ramena Constance sur l'île de sa naissance, mais cette fois en tant que reine. Elle soutint son mari dans l'administration des régions intérieures pendant qu'il poursuivait son avancée à travers l'île et le long de la côte italienne. Après les Vêpres, la Sicile entra dans la sphère politique espagnole pour les cinq siècles à venir, en grande partie grâce à la place clé de Constance dans la succession dynastique.
Pierre meurt le 11 novembre 1285. Constance de Hohenstaufen se retire au monastère franciscain de Santa Clara de Barcelone. Elle meurt dans la même ville, probablement le 8 avril 1302, et sa sépulture se trouve à la cathédrale Sainte-Croix de Barcelone. Deux de ses fils, Alphonse et Jacques, deviennent rois d'Aragon et le dernier, Frédéric, roi de Sicile.

## Les vêpres siciliennes
En Italie, cette période était marquée par une opposition entre les guelfes, partisans du pape, et les gibelins, partisans du Saint-Empire romain germanique. L'empereur Frédéric II de Hohenstaufen était roi de Sicile, de 1198 jusqu’à sa mort en 1250. Son fils Conrad IV lui succède à l’âge de 22 ans, mais meurt quatre ans plus tard, en 1254. Conradin, le fils légitime de Conrad IV devient roi de Sicile à l’âge de deux ans et voulant profiter de cette situation, le pape Innocent IV, essaya d’écarter les Hohenstaufen d'Italie. Toutefois, Manfred de Hohenstaufen usurpa le titre de son neveu, en 1258. Il est immédiatement excommunié par le nouveau pape Alexandre IV, qui tente également de réduire le pouvoir de la famille Hohenstaufen.
En 1266, le comte Charles d'Anjou, frère du roi de France Louis IX, avec la bénédiction du pape Clément IV, envahit le Sud de la péninsule italienne et Manfred est tué lors de la bataille de Bénévent. Charles Ier devient, dorénavant, le roi de Sicile et dut affronter Conradin, qui était désormais en âge de revendiquer son titre. Toutefois, ce dernier est fait prisonnier à la bataille de Tagliacozzo et décapité à Naples pour trahison en 1268. Charles d’Anjou gouverne son nouveau royaume avec austérité, au cours des années suivantes, entraînant le méprit de la part de la population sicilienne.
Le 30 ou le 31 mars 1282, le soulèvement des « Vêpres siciliennes » débute à Palerme, avant de progresser dans toute la Sicile, jusqu’à Messine le 28 avril. Le soulèvement aurait débuté par l'atteinte à l'honneur d'une sicilienne par un soldat français lors d’un pèlerinage à l’église du Saint-Esprit. Le soldat est poignardé à mort, déclenchant la colère des Siciliens. En une nuit, environ deux mille Français et Provençaux furent tués. Le mouvement se propagea sur tout le reste de l’île jusqu’à Messine.
Charles d’Anjou essaya, à plusieurs reprises, de prendre possession de Messine avec sa puissante flotte et sa grande armée, mais fut repoussée à chaque fois. Puisque la reine, Constance d’Aragon, était la représentante des Hohenstaufen et dernière héritière des rois de Sicile, les Siciliens décidèrent de demander de l’aide à son mari, Pierre III d’Aragon, qui se trouvait à Tunis avec sa flotte. Le 30 août 1282, Pierre III d’Aragon débarque à Trapani, afin de revendiquer le trône de Constance et est, ainsi proclamé roi, le 4 septembre 1282.

## Traité d'Anagni et le conflit entre les deux frères Jacques II et Frédéric II
Sous l’influence du pape Boniface VIII, le traité d'Anagni, conclu le 12 juin 1295, est un accord de paix entre la maison d'Anjou-Sicile et le roi d'Aragon, qui avait repris possession du royaume de Sicile après les Vêpres siciliennes. Ce traité, conçu par le pape Boniface VIII, Jacques II d’Aragon, Charles II d’Anjou et Philippe de France, reposait sur un ensemble de concessions et d'alliances matrimoniales réciproques. L'une des conditions exigeait que Jacques II cède la Sicile à Boniface VIII, même si cela pouvait provoquer une guerre contre son frère Frédéric d'Aragon. De plus, conformément aux exigences du traité, Frédéric devait épouser Catherine de Courtenay, impératrice de Constantinople. Le pape rencontra Frédéric dans le but de le convaincre d'accepter la proposition. Au cours de cette rencontre, Frédéric insista pour que le mariage ait lieu avant septembre 1295. Cependant, Courtenay refusa non seulement la proposition de mariage, mais elle ne répondit qu'après le mois de septembre.
Entre-temps, Frédéric retourna à Milazzo auprès de sa mère, Constance et de sa sœur, Yolande pour les informer des événements, qui n’auguraient rien de rassurant pour l’avenir du royaume de Sicile. Par la suite, Frédéric fut proclamé pour la première fois roi de Sicile par une majorité au parlement de Milazzo le 12 décembre 1295. Constance intervint pour empêcher la publication de la nouvelle, afin d’éviter une guerre entre ses deux fils. Frédéric suggéra d'envoyer une délégation à son frère pour connaître ses intentions. Jacques répondit en approuvant les termes du traité d’Anagni et demanda à Frédéric, sa mère et sa sœur de revenir dans leur patrie. Cette situation fut extrêmement difficile pour Constance, dont le cœur était déchiré par le conflit entre ses deux fils.
À la fin de l’année 1295, Jacques II prit la décision officielle de renoncer au royaume de Sicile et de rétrograder son frère Frédéric. Entre-temps, Frédéric, qui avait gagné la faveur des Siciliens grâce à une politique habile, convoqua le parlement général à Catane le 15 janvier 1296, où il fut proclamé roi de Sicile à l’unanimité. Cette proclamation contrecarrait les plans du pape Boniface VIII, qui envoya deux émissaires en Sicile, au début de février 1296, pour exercer une pression sur Constance de Hohenstaufen afin qu’elle se rallie à sa volonté. Constance fut victime d’un chantage émotionnel qui faisant appel à son sens du devoir chrétien, en lui faisant comprendre que de rester aux côtés de Frédéric en Sicile, reviendrait à se rendre complice du péché de désobéissance envers l’Église et le pape.
Frédéric était retourné à Messine, auprès de sa mère et de sa sœur, après avoir reçu les honneurs du peuple sicilien. De son côté, Constance était partagée entre la joie de voir son fils couronné roi de Sicile et le sentiment de vivre dans le péché en restant sur l'île, contre la volonté du pape. Cependant, en janvier 1297, le pape Boniface VIII ordonne à Constance, Yolande et aux Clarisses de quitter sans délai le monastère de Sainte-Claire en Sicile. De plus, le pape annula le couronnement de Frédéric et l'obligea à se soumettre à l'autorité de l'Église avant le 6 juin 1297, sous peine d'excommunication.

## Les monastères
En 1265, sans doute pour rendre grâce à Dieu pour la naissance de son premier-né, Constance de Hohenstaufen fonda un monastère de Clarisses à Huesca, en Espagne, dans la ville que Pierre III lui avait offerte en cadeau de mariage. À plus de quarante ans, la reine entame un nouveau chapitre de sa vie. La mort de son fils aîné, Alphonse III, qu'elle aimait profondément, emporté avant d'atteindre ses vingt-sept ans et qu'elle n'avait pas revu depuis huit ans, depuis leur dernier adieu avant son départ pour la Sicile, l'a conduite à se retirer progressivement du monde.
Constance entreprit un profond cheminement spirituel qui la conduisit à renoncer à son statut de reine pour adopter la vie monastique. Dans un document daté de mai 1292, le cardinal Matteo Rosso Orsini, recteur de l'hôpital romain de S. Spirito in Sassia et protecteur des franciscains, lui accorda un confesseur pour l'absoudre de ses péchés, bien que la Sicile fût alors sous interdite. L'étape finale de son parcours spirituel fut la fondation d’un monastère à Messine, en Sicile, probablement en 1294, sous le pontificat de Célestin V (pape du 5 juillet au 13 décembre 1294).
Constance n'a plus l'énergie qui l'animait quelques années auparavant, lorsqu'elle avait quitté la péninsule Ibérique, portée par l'espoir d'un avenir radieux en tant que reine de Sicile, et qu'elle avait retrouvé les souvenirs de son père à travers les récits de ceux qui l'avaient connue et aimée. Désormais, elle est une femme d'une cinquantaine d'années, marquée par la perte de deux enfants décédés en bas âge. De plus, son fils le plus proche, Frédéric, persiste dans son affrontement avec le pape, tandis que son frère Jacques II est prêt à tout pour préserver la Sicile. Menacée par Boniface VIII, qui la prévient qu’elle ne pourra plus assister à la messe si elle demeure dans cette île en rébellion, elle se retrouve en proie à de profonds tourments intérieurs.
Le pape, qui exerçait sur elle une pression spirituelle incessante, l'exhorta à quitter la Sicile avec sa fille. Ce départ, bien qu'apparaissant comme un exil, prenait également la forme d'un pèlerinage, répondant ainsi à une quête spirituelle profonde. Arrivée à Rome le 25 février 1297, une rumeur se répandit selon laquelle les pèlerins visitant la basilique Saint-Pierre pouvaient obtenir une indulgence plénière. Constance espérait prendre part à cet événement d’exception, mais, privée de ressources, une situation que son fils Jacques II dénonça par écrit au pape, elle éprouva une certaine désillusion. De retour en Catalogne, après avoir rédigé son testament en février 1299, elle passa la dernière année de sa vie au sein d’une petite communauté de religieuses accueillie à la cour. Elle s’éteignit à Barcelone, le Vendredi saint de l’Année sainte, le 8 avril 1300, et fut inhumée sous l’habit des Clarisses dans l’église Saint-François.

## Vœux et testament
Pierre III meurt le 11 novembre 1285, et la nouvelle parvient à Constance en décembre, alors qu'elle se trouve à Palerme. Le testament du roi est ensuite lu à Messine. Veuve à l'âge de trente-trois ans, Constance se trouve à apaiser les tensions nées de la coexistence entre les insulaires, les Aragonais et les exilés gibelins, tout en devant gérer les aspirations autonomistes issues de la révolte des Vêpres et faire face à l'opposition d'une partie de la noblesse sicilienne hostile aux Souabes. Les chroniqueurs s'accordent à décrire Constance comme une personne d'une grande charité et générosité, dotée d'un caractère calme et bienveillant, et reconnue pour sa capacité à intercéder en faveur des autres. Ses dons d'énergie et de prudence lui permettaient de gérer le gouvernement du royaume avec équilibre, y compris dans les affaires privées.
Constance choisit le monastère des Clarisses de Salerne, où elle trouva la paix et la sérénité, fruit de sa réconciliation avec l'Église. Cependant, son cœur était tourmenté par la guerre, que ses deux fils, Jacques et Frédéric, menaient en Sicile. Dans un moment de pleine prise de conscience de ses lourdes responsabilités en tant que reine et mère de deux rois, elle décida de rédiger son testament, le 1er février 1299. À travers son testament, Constance de Hohenstaufen ne se contente pas de régler des affaires successorales; elle laisse une trace de soi, rare et précieuse, qui rompt avec l’image figée que l’histoire a conservée d’elle. Dans cet ultime geste d’écriture, elle donne à voir une femme consciente de son rôle, mais aussi habitée par des émotions, des choix, une vision du monde. Pour les historiens, ce document devient une porte d’entrée singulière vers une subjectivité féminine médiévale, où l’intime rejoint le politique, et où se dessinent, en filigrane, les contours d’une identité longtemps restée dans l’ombre. L’historiographie suggère qu'au début du mois de janvier 1300, la reine Constance était déjà malade. La reine ordonna que ce jour-là, 100 onces d’or soient distribuées en aumône aux pauvres, et que 100 autres onces d’or soient consacrées à la construction d'une chapelle sur le lieu de sa sépulture. Des indices suggèrent qu'il est raisonnable de supposer que la reine a désigné son fils, Jacques, comme héritier universel, avec l'obligation de fonder deux hôpitaux pour les pauvres, l'un à Barcelone et l'autre à Valence. Constance remit les bijoux que son mari Pierre avait laissés en gage de mariage à son fils Jacques. À son autre fils, Frédéric, elle laissa deux petites propriétés en Catalogne, Salles et Ponzano, à condition qu'il se réconcilie avec l'Église avant d'en prendre possession. À ses filles Élisabeth, reine du Portugal, et Yolande, duchesse de Calabre, elle légua 100 onces d’or. Elle a également à cœur de financer une œuvre de piété en y consacrant une somme considérable. Et encore, 100 onces d’or seront consacrées au lieu où le corps de son fils bien-aimé Pierre doit être transféré. Puis, ses pensées se tournent vers son fils Alphonse, qui avait voulu que son sarcophage reste ouvert, pour que chacun puisse voir l'habit franciscain qu'il portait. La reine Constance décède le 8 avril 1300 à Barcelone, dans la maison-palais des Morini. Vêtue de l'habit des Clarisses, comme elle l'avait souhaité, elle fut inhumée dans l'église de San Francesco à Barcelone, aux côtés de son mari et de ses enfants. L'historienne Rotolo soulève la question de l'importance du testament de Constance. Selon elle, ce testament revêt une grande valeur religieuse, car il témoigne du profond degré de foi chrétienne de la reine de Sicile.

## Famille
De son mariage avec Pierre III sont nés, entre 1265 et 1275, six enfants :
- Alphonse III d'Aragon (1265-1291), roi d'Aragon, roi de Valence et comte de Barcelone. Il est le fils aîné de Constance et naît le 4 novembre 1265 à Valence[33]. Lorsque Pierre III quitte la Sicile, elle est désignée comme régente du royaume d’Aragon aux côtés de son fils, Alphonse[34]. À son décès, il souhaita être inhumé vêtu de l’habit franciscain, dans le petit couvent de Barcelone, tout en exprimant son souhait d’être enterré comme un simple frère[35].

- Jacques II d'Aragon  le Juste  (1267-1327), roi d'Aragon, roi de Valence, comte de Barcelone, roi de Sardaigne et roi de Sicile. Il est le second fils de Constance et naît le 10 août 1267, à Valence[33]. À la mort d'Alphonse en 1291, Jacques part en Ibérie pour s’approprier les terres qui lui reviennent de droit, tandis que Frédéric son frère, est nommé lieutenant et vicaire général du royaume par le parlement de Messine le 12 juillet 1291 et prend la tête de l’île, aux côtés de sa mère, Constance[21]. L’historienne Santoro soutient que, parmi ses fils, seul Jacques manifesta un intérêt pour les prédicateurs, probablement en raison des conflits qui éclatèrent sous son règne entre les franciscains et la papauté au sujet de la pauvreté évangélique[36].
- Élisabeth de Portugal (1271-1336), « Sainte Élisabeth de Portugal », reine consort de Portugal par son mariage en 1288 avec Denis Ier de Portugal. Elle naît le 4 janvier 1271 et est la première fille de Constance[33]. Élisabeth fonda le monastère des Clarisses de Coimbra et choisit de s’y retirer, après le décès de son mari en 1325. Elle se dédie alors à des œuvres de charité qui lui procurèrent la sainteté[37].
- Frédéric II de Sicile (1272-1337), roi de Sicile. Il est le troisième fils de Constance et naît le 13 décembre 1272[33]. Frédéric II devient le roi de Sicile en 1295 et défendit le royaume de Sicile contre les Angevins, le pape et son frère Jacques II[38]. Frédéric, le troisième fils et roi de Sicile, a souvent fait preuve de charité chrétienne envers les pauvres. Le 29 mars 1334, il rédigea son testament, dans lequel il précisa sa volonté d’être enterré dans l’église de S. Francesco à Barcelone, près du tombeau de sa mère au lieu d’être inhumé dans le Royaume de Sicile, qu’il a défendu avec ardeur[39].
- Yolande (1273-1302), mariée en 1297 avec l'infant Robert de Naples, futur Robert Ier. Elle est la deuxième fille de Constance et naît en 1273[40]. Yolande accompagna sa mère et ses deux frères jusqu'en Sicile. Elle aurait ainsi résidé longtemps au couvent des Clarisses de Messine, avant de se marier avec Robert d'Anjou[39].
- Pierre d'Aragon (1275-1296) est le plus jeune fils de Constance et naît en 1275[40]. Il est le seul de ses frères à ne jamais accéder au trône de son vivant. Il décède à l'âge de vingt et un ans et exprime le désir d'être enterré en portant des habits franciscains, dans une église des Frères Mineurs à Saragosse. Il demande aussi que son sarcophage reste ouvert lors de la procession, permettant ainsi à chacun de voir son habit[32].

Les six enfants de Constance de Hohenstaufen nourrissaient tous à son égard une profonde admiration pour sa douceur, sa générosité et sa grande piété religieuse. Elle éprouvait une grande affection pour ses enfants et s’investissait pleinement, en leur apportant constamment son soutien dans leurs vies. Constance devint pour ses enfants une figure de guide, et chacun d'eux la considérait comme un modèle à suivre.

## Vénération
Constance de Sicile est proclamée bienheureuse par l'Église catholique et est célébrée le 8 avrilpour commémorer sa mémoire. Elle incarne parfaitement, par sa piété religieuse, ce que représente le mouvement franciscain.

## Constance dansLa Divine Comédie
Dante Alighieri (1265-1321), poète et écrivain italien, figure emblématique du camp gibelin, incarne mieux que quiconque la pensée italienne de son temps. Les rivalités entre les guelfes, fidèles au pouvoir des papes, et les gibelins, défenseurs de l’autorité impériale, dépassaient peu à peu la simple querelle politique. Elles prenaient souvent la forme d’affrontements entre bourgeois et nobles, ou de luttes acharnées pour la suprématie entre villes voisines. Forcé à l’exil, comme tant d’autres compatriotes, il transforme sa douleur en inspiration et fait de La Divine Comédie le reflet de ses tourments. Dans sa Comédie, Dante exprimera avec force son hostilité envers le pape et l’ensemble de la curie pontificale. Mais au-delà de sa rancœur, son érudition théologique lui permet de bâtir une œuvre monumentale, qui marque profondément la culture italienne. À travers son poème, la langue de Florence s’impose peu à peu comme la référence linguistique de toute la péninsule. Dante mentionne dans la Divine Comédie cette fille de Manfred, « buona Costanza » (bonne Constance) dans le Purgatoire (III), tout comme son ancêtre, Constance de Hauteville « gran Costanza » (grande Constance), dans le Paradis (III). À travers les différents passages de l’œuvre, dont celui où l’on fait mention de Constance, Dante fait allusion aux réalités politiques et religieuses de son époque. Les querelles entre communes, les rivalités dynastiques et les dérives de l’église asservie pour ses propres ambitions temporelles sont autant de réalités que Dante dévoile à travers La Divine Comédie.